# Leandro Paredes
Leandro Daniel Paredes (AFI: [leˈandɾo paˈɾeðes]; San Justo, 29 giugno 1994) è un calciatore argentino, centrocampista del Boca Juniors e della nazionale argentina, con cui è diventato campione del mondo nel 2022 e campione del Sud America nel 2021 e nel 2024.

## Caratteristiche tecniche
Nel 2012 è stato inserito nella lista dei migliori calciatori nati dopo il 1991, stilata da Don Balón.
Destro naturale, abile anche nelle giocate in poco spazio, sa cavarsela con finte e doppi passi (si ispira a Juan Román Riquelme e Zinédine Zidane); inoltre è bravo a recuperare palloni, oltre a possedere un ottimo controllo di palla ed è abile a fornire assist o a concludere. Nasce trequartista, ruolo dove ha esordito nel Boca Juniors, per poi, dopo essere giunto in Europa, arretrare la sua posizione ad intermedio in un centrocampo a 3 e in seguito, con l'arrivo a Empoli, inizia a giocare stabilmente da regista. Bravo a cercare la profondità e a non perdere mai palla, si distingue anche in fase d'interdizione e per la capacità di giocare negli spazi stretti. Il suo carattere lo porta spesso a ricevere sanzioni disciplinari.

## Carriera

### Club

#### Boca Juniors
Entrato a far parte del settore giovanile del Boca Juniors a 8 anni, fa il suo esordio in campionato con la prima squadra il 7 novembre 2011, nel match casalingo contro l'Argentinos Juniors. Sarà nella stagione 2012-2013 che il giovane centrocampista s'imporrà con la maglia del Boca: a fine stagione raccoglierà 20 presenze e 4 reti.

#### Chievo, Roma ed Empoli
Il 29 gennaio 2014 viene ceduto in prestito al Chievo; il trasferimento avviene con l'avallo della Roma che, terminati i posti disponibili per gli extracomunitari, lascia ingaggiare il giocatore ai veronesi. Il 4 maggio fa il suo esordio con i clivensi, debuttando in casa contro il Torino, partita persa 1-0: questa sarà anche la sua unica gara stagionale con il Chievo.
Il 19 luglio 2014 passa in prestito alla Roma, con opzione di riscatto dell'intero cartellino. Il 27 settembre fa il suo esordio ufficiale contro il Verona, gara vinta 2-0 dai giallorossi, subentrando nella ripresa al posto di Nainggolan. L'8 febbraio segna la sua prima rete in campionato nella vittoria per 2-1 sul Cagliari. Il 26 febbraio 2015 fa il suo esordio in Europa League a Rotterdam contro il Feyenoord, subentrando all'83º minuto al posto di Totti, gara terminata per 2-1 per la Roma. Conclude la sua prima stagione totalizzando 13 presenze ed 1 rete.
Riscattato per 4,5 milioni di euro, il 31 agosto 2015 passa in prestito secco all'Empoli, facendo il suo debutto con la maglia degli azzurri il 13 settembre nella gara interna contro il Napoli, terminata 2-2. Il 19 settembre, una sua rete contribuisce alla vittoria esterna sul campo dell'Udinese, match terminato 2-1 per i toscani. Va di nuovo a segno nella sconfitta per 5-1 contro il Napoli. Gioca 33 partite segnando 2 reti con i toscani, in cui, a partire dall'ottava giornata, è titolare da regista fornendo buone prestazioni.
Nella stagione seguente (2016-2017) torna alla Roma ed esordisce in Champions League 2016-2017 contro il Porto nella gara d'andata dei play-off il 17 agosto 2016. Il 23 ottobre 2016 segna su punizione contro il Palermo in casa, nella vittoria per 4-1. Il secondo goal in campionato lo segna il 19 febbraio 2017 all'Olimpico, da fuori area, contro il Torino, siglando il 3-0 (finita 4-1). La terza e ultima rete coi giallorossi la realizza nel successo per 3-1 contro il Sassuolo del 19 marzo 2017.

#### Zenit e Paris Saint-Germain

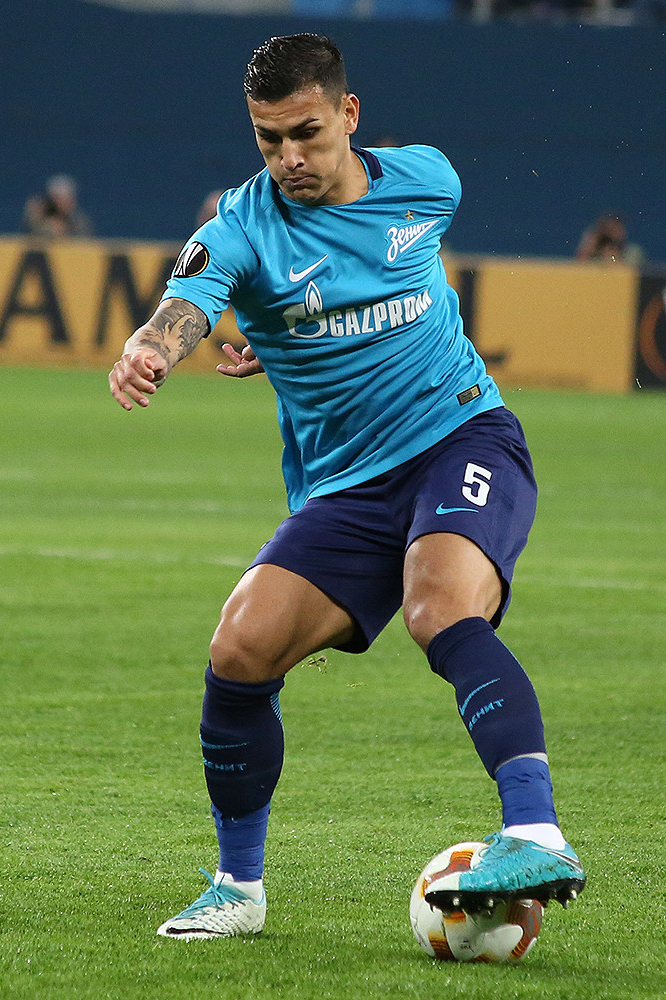
Paredes in azione con la maglia dello Zenit nel 2018

Il 1º luglio 2017 viene ceduto a titolo definitivo allo Zenit San Pietroburgo, per 23 milioni di euro più altri 4 di bonus. In Russia colleziona in totale 61 presenze e 10 reti.
Il 29 gennaio 2019 passa al Paris Saint-Germain per 40 milioni di euro più 5 di bonus, firmando un contratto di quattro anni e mezzo; Gioca da titolare la seconda parte di stagione per poi essere relegato a riserva dalla stagione seguente, in cui riconquista un posto da titolare nel post-lockdown; qui raggiunge la finale di Champions League, in cui i parigini perdono contro il Bayern Monaco. Nella stagione 2020-21 torna a essere riserva per via dell'acquisto di Danilo Pereira.

#### Juventus
Il 31 agosto 2022 passa in prestito con diritto di riscatto alla Juventus, tornando in Italia dopo cinque stagioni. Esordisce con i colori bianconeri il 3 settembre successivo nella partita in casa della Fiorentina, pareggiata per 1-1, in cui causa un calcio di rigore, poi fallito dalla squadra viola. Tre giorni dopo, il 6 settembre, debutta con la maglia bianconera anche nella massima competizione europea al Parc des Princes contro i suoi ex compagni del Paris Saint-Germain, perdendo tuttavia per 2-1: nell'occasione ha toccato 102 palloni, raggiungendo così il primato per un calciatore juventino all'esordio nella Champions League. Il 3 maggio 2023 segna su calcio di punizione diretto il suo primo gol in bianconero nel successo casalingo sul Lecce per 2-1. A causa del rendimento pressoché negativo nel corso dell'annata, non viene riscattato dal club bianconero.

#### Ritorno alla Roma
Il 16 agosto 2023 viene riacquistato dalla Roma a titolo definitivo per 2,5 milioni, con cui sigla un contratto biennale. Il 19 agosto esordisce nella nuova stagione nella partita di campionato con la Salernitana, servendo a Belotti l'assist per il 2-2. Il 14 gennaio 2024 trova il primo gol stagionale su calcio di rigore nella sconfitta per 3-1 in casa del Milan. Il 2 marzo segna sempre su rigore contro il Monza in trasferta, partita finita 1-4. Il 9 maggio 2024, segna una doppietta su rigore, durante la semifinale di ritorno di Europa League contro i tedeschi del Bayer Leverkusen, rimontando momentaneamente lo 0-2 subito una settimana prima in casa all'Olimpico, prima dei due gol tedeschi e del 2-2 finale che sanciscono l'eliminazione della Roma dalla competizione.
Anche nella stagione seguente rimane un perno importante soprattutto con il mister, subentrato a novembre, Claudio Ranieri che lo reputa fondamentale e lo schiera nella mediana al fianco di Manu Koné. L'11 marzo 2025 rinnova fino al 30 giugno 2026.

#### Ritorno al Boca Juniors
Il 10 luglio 2025 viene riacquistato dal Boca Juniors per poco meno di 3,5 milioni (raggiungibili tramite bonus), sottoscrivendo un contratto triennale. Il 19 luglio successivo torna in campo con gli Xeneizes subentrando al minuto 66 nel match di campionato contro l'Unión (SF).

### Nazionale
Nel 2011 ha preso parte con la squadra argentina al Sudamericano Under-17, competizione dove raccoglie 6 presenze e 2 reti.
Nel 2017 ottiene la sua prima convocazione in nazionale maggiore da parte del commissario tecnico Jorge Sampaoli in vista dell'amichevole con Singapore del 13 giugno, battuto 6-0 dall'Albiceleste e contro il quale Paredes realizza la sua prima rete in nazionale.
Non convocato per il campionato del mondo 2018, dopo la manifestazione iridata diviene titolare nel centrocampo dell'Albiceleste. Viene convocato per la Copa América 2019, dove da titolare raggiunge il terzo posto.
Nel novembre del 2022, viene inserito nella rosa partecipante ai Mondiali di calcio in Qatar, che vincerà.

## Statistiche

### Presenze e reti nei club
Statistiche aggiornate al 9 agosto 2025.
| Stagione                     | Squadra                      | Campionato                   | Campionato | Campionato | Coppe nazionali | Coppe nazionali | Coppe nazionali | Coppe continentali | Coppe continentali | Coppe continentali | Altre coppe | Altre coppe | Altre coppe | Totale | Totale |
| Stagione                     | Squadra                      | Comp                         | Pres       | Reti       | Comp            | Pres            | Reti            | Comp               | Pres               | Reti               | Comp        | Pres        | Reti        | Pres   | Reti   |
| ---------------------------- | ---------------------------- | ---------------------------- | ---------- | ---------- | --------------- | --------------- | --------------- | ------------------ | ------------------ | ------------------ | ----------- | ----------- | ----------- | ------ | ------ |
| 2011-2012                    | Boca Juniors                 | PD                           | 4          | 0          | CA              | 0               | 0               | CL                 | 0                  | 0                  | -           | -           | -           | 4      | 0      |
| 2012-2013                    | Boca Juniors                 | PD                           | 20         | 4          | CA              | 1               | 0               | CL                 | 1                  | 0                  | SA          | 1           | 0           | 23     | 4      |
| 2013-gen. 2014               | Boca Juniors                 | PD                           | 4          | 1          | CA              | 0               | 0               | -                  | -                  | -                  | -           | -           | -           | 4      | 1      |
| gen.-giu. 2014               | Chievo                       | A                            | 1          | 0          | CI              | 0               | 0               | -                  | -                  | -                  | -           | -           | -           | 1      | 0      |
| 2014-2015                    | Roma                         | A                            | 10         | 1          | CI              | 2               | 0               | UCL+UEL            | 0+1                | 0                  | -           | -           | -           | 13     | 1      |
| 2015-2016                    | Empoli                       | A                            | 33         | 2          | CI              | 0               | 0               | -                  | -                  | -                  | -           | -           | -           | 33     | 2      |
| 2016-2017                    | Roma                         | A                            | 27         | 3          | CI              | 4               | 0               | UCL+UEL            | 2+8                | 0                  | -           | -           | -           | 41     | 3      |
| 2017-2018                    | Zenit San Pietroburgo        | PL                           | 28         | 4          | KR              | 1               | 1               | UEL                | 10                 | 1                  | -           | -           | -           | 39     | 6      |
| 2018-gen. 2019               | Zenit San Pietroburgo        | PL                           | 15         | 3          | KR              | 0               | 0               | UEL                | 7                  | 1                  | -           | -           | -           | 22     | 4      |
| Totale Zenit San Pietroburgo | Totale Zenit San Pietroburgo | Totale Zenit San Pietroburgo | 43         | 7          |                 | 1               | 1               |                    | 17                 | 2                  |             | -           | -           | 61     | 10     |
| gen.-giu. 2019               | Paris Saint-Germain          | L1                           | 16         | 0          | CF+CdL          | 4+0             | 0               | UCL                | 2                  | 0                  | -           | -           | -           | 22     | 0      |
| 2019-2020                    | Paris Saint-Germain          | L1                           | 17         | 0          | CF+CdL          | 5+4             | 1+0             | UCL                | 6                  | 0                  | SF          | 1           | 0           | 33     | 1      |
| 2020-2021                    | Paris Saint-Germain          | L1                           | 21         | 1          | CF              | 6               | 0               | UCL                | 8                  | 0                  | SF          | 1           | 0           | 36     | 1      |
| 2021-2022                    | Paris Saint-Germain          | L1                           | 15         | 1          | CF              | 2               | 0               | UCL                | 5                  | 0                  | SF          | 0           | 0           | 22     | 1      |
| lug.-ago. 2022               | Paris Saint-Germain          | L1                           | 3          | 0          | CF              | -               | -               | UCL                | -                  | -                  | SF          | 1           | 0           | 4      | 0      |
| Totale Paris Saint-Germain   | Totale Paris Saint-Germain   | Totale Paris Saint-Germain   | 72         | 2          |                 | 21              | 1               |                    | 21                 | 0                  |             | 3           | 0           | 117    | 3      |
| ago. 2022-2023               | Juventus                     | A                            | 25         | 1          | CI              | 2               | 0               | UCL+UEL            | 4+4                | 0                  | -           | -           | -           | 35     | 1      |
| 2023-2024                    | Roma                         | A                            | 34         | 3          | CI              | 2               | 0               | UEL                | 13                 | 2                  |             | -           | -           | 49     | 5      |
| 2024-2025                    | Roma                         | A                            | 22         | 3          | CI              | 2               | 0               | UEL                | 8                  | 1                  | -           | -           | -           | 32     | 4      |
| Totale Roma                  | Totale Roma                  | Totale Roma                  | 93         | 10         |                 | 10              | 0               |                    | 32                 | 3                  |             | -           | -           | 135    | 13     |
| lug.-dic. 2025               | Boca Juniors                 | PD                           | 3          | 0          | CA              | 1               | 0               | CL                 | -                  | -                  | Cmc         | -           | -           | 4      | 0      |
| Totale Boca Juniors          | Totale Boca Juniors          | Totale Boca Juniors          | 31         | 5          |                 | 2               | 0               |                    | 1                  | 0                  |             | 1           | 0           | 35     | 5      |
| Totale carriera              | Totale carriera              | Totale carriera              | 298        | 27         |                 | 36              | 2               |                    | 79                 | 5                  |             | 4           | 0           | 417    | 34     |

### Cronologia presenze e reti in nazionale
| Cronologia completa delle presenze e delle reti in nazionale ― Argentina | Cronologia completa delle presenze e delle reti in nazionale ― Argentina | Cronologia completa delle presenze e delle reti in nazionale ― Argentina | Cronologia completa delle presenze e delle reti in nazionale ― Argentina | Cronologia completa delle presenze e delle reti in nazionale ― Argentina | Cronologia completa delle presenze e delle reti in nazionale ― Argentina | Cronologia completa delle presenze e delle reti in nazionale ― Argentina | Cronologia completa delle presenze e delle reti in nazionale ― Argentina |
| Data                                                                     | Città                                                                    | In casa                                                                  | Risultato                                                                | Ospiti                                                                   | Competizione                                                             | Reti                                                                     | Note                                                                     |
| ------------------------------------------------------------------------ | ------------------------------------------------------------------------ | ------------------------------------------------------------------------ | ------------------------------------------------------------------------ | ------------------------------------------------------------------------ | ------------------------------------------------------------------------ | ------------------------------------------------------------------------ | ------------------------------------------------------------------------ |
| 13-6-2017                                                                | Singapore                                                                | Singapore                                                                | 0 – 6                                                                    | Argentina                                                                | Amichevole                                                               | 1                                                                        | 60’                                                                      |
| 10-10-2017                                                               | Quito                                                                    | Ecuador                                                                  | 1 – 3                                                                    | Argentina                                                                | Qual. Mondiali 2018                                                      | -                                                                        | 84’                                                                      |
| 23-3-2018                                                                | Manchester                                                               | Argentina                                                                | 2 – 0                                                                    | Italia                                                                   | Amichevole                                                               | -                                                                        | 64’                                                                      |
| 7-9-2018                                                                 | Los Angeles                                                              | Argentina                                                                | 3 – 0                                                                    | Guatemala                                                                | Amichevole                                                               | -                                                                        | 46’                                                                      |
| 12-9-2018                                                                | East Rutherford                                                          | Colombia                                                                 | 0 – 0                                                                    | Argentina                                                                | Amichevole                                                               | -                                                                        | 68’ 82’                                                                  |
| 11-10-2018                                                               | Riad                                                                     | Iraq                                                                     | 0 – 4                                                                    | Argentina                                                                | Amichevole                                                               | -                                                                        | 60’                                                                      |
| 16-10-2018                                                               | Gedda                                                                    | Brasile                                                                  | 1 – 0                                                                    | Argentina                                                                | Amichevole                                                               | -                                                                        | 18’                                                                      |
| 16-11-2018                                                               | Córdoba                                                                  | Argentina                                                                | 2 – 0                                                                    | Messico                                                                  | Amichevole                                                               | -                                                                        | 88’                                                                      |
| 21-11-2018                                                               | Mendoza                                                                  | Argentina                                                                | 2 – 0                                                                    | Messico                                                                  | Amichevole                                                               | -                                                                        | 55’                                                                      |
| 22-3-2019                                                                | Madrid                                                                   | Argentina                                                                | 1 – 3                                                                    | Venezuela                                                                | Amichevole                                                               | -                                                                        |                                                                          |
| 26-3-2019                                                                | Tangeri                                                                  | Marocco                                                                  | 0 – 1                                                                    | Argentina                                                                | Amichevole                                                               | -                                                                        | 76’                                                                      |
| 8-6-2019                                                                 | San Juan                                                                 | Argentina                                                                | 5 – 1                                                                    | Nicaragua                                                                | Amichevole                                                               | -                                                                        |                                                                          |
| 15-6-2019                                                                | Salvador                                                                 | Argentina                                                                | 0 – 2                                                                    | Colombia                                                                 | Coppa America 2019 - 1º turno                                            | -                                                                        | 55’                                                                      |
| 19-6-2019                                                                | Belo Horizonte                                                           | Argentina                                                                | 1 – 1                                                                    | Paraguay                                                                 | Coppa America 2019 - 1º turno                                            | -                                                                        |                                                                          |
| 23-6-2019                                                                | Porto Alegre                                                             | Qatar                                                                    | 0 – 2                                                                    | Argentina                                                                | Coppa America 2019 - 1º turno                                            | -                                                                        |                                                                          |
| 28-6-2019                                                                | Rio de Janeiro                                                           | Venezuela                                                                | 0 – 2                                                                    | Argentina                                                                | Coppa America 2019 - Quarti di finale                                    | -                                                                        |                                                                          |
| 2-7-2019                                                                 | Belo Horizonte                                                           | Brasile                                                                  | 2 – 0                                                                    | Argentina                                                                | Coppa America 2019 - Semifinale                                          | -                                                                        |                                                                          |
| 6-7-2019                                                                 | San Paolo                                                                | Argentina                                                                | 2 – 1                                                                    | Cile                                                                     | Coppa America 2019 - Finale 3º posto                                     | -                                                                        | 63’                                                                      |
| 5-9-2019                                                                 | Los Angeles                                                              | Cile                                                                     | 0 – 0                                                                    | Argentina                                                                | Amichevole                                                               | -                                                                        | 6’ 85’                                                                   |
| 10-9-2019                                                                | San Antonio                                                              | Argentina                                                                | 4 – 0                                                                    | Messico                                                                  | Amichevole                                                               | 1                                                                        | 78’                                                                      |
| 9-10-2019                                                                | Dortmund                                                                 | Germania                                                                 | 2 – 2                                                                    | Argentina                                                                | Amichevole                                                               | -                                                                        |                                                                          |
| 13-10-2019                                                               | Elche                                                                    | Argentina                                                                | 6 – 1                                                                    | Ecuador                                                                  | Amichevole                                                               | 1                                                                        | 12’ 46’                                                                  |
| 15-11-2019                                                               | Riyad                                                                    | Brasile                                                                  | 0 – 1                                                                    | Argentina                                                                | Amichevole                                                               | -                                                                        | 73’ 83’                                                                  |
| 18-11-2019                                                               | Tel Aviv                                                                 | Argentina                                                                | 2 – 2                                                                    | Uruguay                                                                  | Amichevole                                                               | -                                                                        | 40’ 79’                                                                  |
| 8-10-2020                                                                | Buenos Aires                                                             | Argentina                                                                | 1 – 0                                                                    | Ecuador                                                                  | Qual. Mondiali 2022                                                      | -                                                                        | 25’                                                                      |
| 13-10-2020                                                               | La Paz                                                                   | Bolivia                                                                  | 1 – 2                                                                    | Argentina                                                                | Qual. Mondiali 2022                                                      | -                                                                        | 69’                                                                      |
| 12-11-2020                                                               | Buenos Aires                                                             | Argentina                                                                | 1 – 1                                                                    | Paraguay                                                                 | Qual. Mondiali 2022                                                      | -                                                                        |                                                                          |
| 17-11-2020                                                               | Lima                                                                     | Perù                                                                     | 0 – 2                                                                    | Argentina                                                                | Qual. Mondiali 2022                                                      | -                                                                        |                                                                          |
| 3-6-2021                                                                 | Santiago del Estero                                                      | Argentina                                                                | 1 – 1                                                                    | Cile                                                                     | Qual. Mondiali 2022                                                      | -                                                                        |                                                                          |
| 8-6-2021                                                                 | Barranquilla                                                             | Colombia                                                                 | 2 – 2                                                                    | Argentina                                                                | Qual. Mondiali 2022                                                      | 1                                                                        | 62’                                                                      |
| 14-6-2021                                                                | Rio de Janeiro                                                           | Argentina                                                                | 1 – 1                                                                    | Cile                                                                     | Coppa America 2021 - 1º turno                                            | -                                                                        | 68’                                                                      |
| 21-6-2021                                                                | Brasilia                                                                 | Argentina                                                                | 1 – 0                                                                    | Paraguay                                                                 | Coppa America 2021 - 1º turno                                            | -                                                                        | 34’ 80’                                                                  |
| 28-6-2021                                                                | Cuiabá                                                                   | Bolivia                                                                  | 1 – 4                                                                    | Argentina                                                                | Coppa America 2021 - 1º turno                                            | -                                                                        | 71’                                                                      |
| 3-7-2021                                                                 | Goiânia                                                                  | Argentina                                                                | 3 – 0                                                                    | Ecuador                                                                  | Coppa America 2021 - Quarti di finale                                    | -                                                                        | 71’                                                                      |
| 6-7-2021                                                                 | Brasilia                                                                 | Argentina                                                                | 1 – 1 dts (3 – 2 dtr)                                                    | Colombia                                                                 | Coppa America 2021 - Semifinale                                          | -                                                                        | 56’                                                                      |
| 10-7-2021                                                                | Rio de Janeiro                                                           | Argentina                                                                | 1 – 0                                                                    | Brasile                                                                  | Coppa America 2021 - Finale                                              | -                                                                        | 33’ 54’                                                                  |
| 9-9-2021                                                                 | Buenos Aires                                                             | Argentina                                                                | 3 – 0                                                                    | Bolivia                                                                  | Qual. Mondiali 2022                                                      | -                                                                        |                                                                          |
| 7-10-2021                                                                | Asunción                                                                 | Paraguay                                                                 | 0 – 0                                                                    | Argentina                                                                | Qual. Mondiali 2022                                                      | -                                                                        |                                                                          |
| 10-10-2021                                                               | Buenos Aires                                                             | Argentina                                                                | 3 – 0                                                                    | Uruguay                                                                  | Qual. Mondiali 2022                                                      | -                                                                        | 75’                                                                      |
| 14-10-2021                                                               | Buenos Aires                                                             | Argentina                                                                | 1 – 0                                                                    | Perù                                                                     | Qual. Mondiali 2022                                                      | -                                                                        | 73’                                                                      |
| 16-11-2021                                                               | San Juan                                                                 | Argentina                                                                | 0 – 0                                                                    | Brasile                                                                  | Qual. Mondiali 2022                                                      | -                                                                        | 45+1’ 46’                                                                |
| 27-1-2022                                                                | Calama                                                                   | Cile                                                                     | 1 – 2                                                                    | Argentina                                                                | Qual. Mondiali 2022                                                      | -                                                                        | 73’                                                                      |
| 24-3-2022                                                                | Buenos Aires                                                             | Argentina                                                                | 3 – 0                                                                    | Venezuela                                                                | Qual. Mondiali 2022                                                      | -                                                                        | 88’                                                                      |
| 29-3-2022                                                                | Guayaquil                                                                | Ecuador                                                                  | 1 – 1                                                                    | Argentina                                                                | Qual. Mondiali 2022                                                      | -                                                                        | 78’                                                                      |
| 23-9-2022                                                                | Miami Gardens                                                            | Argentina                                                                | 3 – 0                                                                    | Honduras                                                                 | Amichevole                                                               | -                                                                        | 64’                                                                      |
| 16-11-2022                                                               | Abu Dhabi                                                                | Emirati Arabi Uniti                                                      | 0 – 5                                                                    | Argentina                                                                | Amichevole                                                               | -                                                                        | 75’                                                                      |
| 22-11-2022                                                               | Lusail                                                                   | Argentina                                                                | 1 – 2                                                                    | Arabia Saudita                                                           | Mondiali 2022 - 1º turno                                                 | -                                                                        | 59’                                                                      |
| 30-11-2022                                                               | Doha                                                                     | Polonia                                                                  | 0 – 2                                                                    | Argentina                                                                | Mondiali 2022 - 1º turno                                                 | -                                                                        | 59’                                                                      |
| 9-12-2022                                                                | Lusail                                                                   | Paesi Bassi                                                              | 2 – 2 dts (3 – 4 dtr)                                                    | Argentina                                                                | Mondiali 2022 - Quarti di finale                                         | -                                                                        | 66’ 89’                                                                  |
| 13-12-2022                                                               | Lusail                                                                   | Argentina                                                                | 3 – 0                                                                    | Croazia                                                                  | Mondiali 2022 - Semifinale                                               | -                                                                        | 62’                                                                      |
| 18-12-2022                                                               | Lusail                                                                   | Argentina                                                                | 3 – 3 dts (4 – 2 dtr)                                                    | Francia                                                                  | Mondiali 2022 - Finale                                                   | -                                                                        | 102’ 114’                                                                |
| 23-3-2023                                                                | Buenos Aires                                                             | Argentina                                                                | 2 – 0                                                                    | Panama                                                                   | Amichevole                                                               | -                                                                        | 60’                                                                      |
| 15-6-2023                                                                | Pechino                                                                  | Argentina                                                                | 2 – 0                                                                    | Australia                                                                | Amichevole                                                               | -                                                                        | 74’                                                                      |
| 19-6-2023                                                                | Giacarta                                                                 | Indonesia                                                                | 0 – 2                                                                    | Argentina                                                                | Amichevole                                                               | 1                                                                        | 85’                                                                      |
| 7-9-2023                                                                 | Buenos Aires                                                             | Argentina                                                                | 1 – 0                                                                    | Ecuador                                                                  | Qual. Mondiali 2026                                                      | -                                                                        | 77’ 82’                                                                  |
| 12-9-2023                                                                | La Paz                                                                   | Bolivia                                                                  | 0 – 3                                                                    | Argentina                                                                | Qual. Mondiali 2026                                                      | -                                                                        | 85’                                                                      |
| 12-10-2023                                                               | Buenos Aires                                                             | Argentina                                                                | 1 – 0                                                                    | Paraguay                                                                 | Qual. Mondiali 2026                                                      | -                                                                        | 80’                                                                      |
| 22-11-2023                                                               | Rio de Janeiro                                                           | Brasile                                                                  | 0 – 1                                                                    | Argentina                                                                | Qual. Mondiali 2026                                                      | -                                                                        | 70’                                                                      |
| 22-3-2024                                                                | Filadelfia                                                               | Argentina                                                                | 3 – 0                                                                    | El Salvador                                                              | Amichevole                                                               | -                                                                        |                                                                          |
| 26-3-2024                                                                | Los Angeles                                                              | Argentina                                                                | 3 – 1                                                                    | Costa Rica                                                               | Amichevole                                                               | -                                                                        | 60’                                                                      |
| 9-6-2024                                                                 | Chicago                                                                  | Argentina                                                                | 1 – 0                                                                    | Ecuador                                                                  | Amichevole                                                               | -                                                                        | 78’                                                                      |
| 14-6-2024                                                                | Landover                                                                 | Argentina                                                                | 4 – 1                                                                    | Guatemala                                                                | Amichevole                                                               | -                                                                        | 62’                                                                      |
| 20-6-2024                                                                | Atlanta                                                                  | Argentina                                                                | 2 – 0                                                                    | Canada                                                                   | Coppa America 2024 - 1º turno                                            | -                                                                        | 77’                                                                      |
| 29-6-2024                                                                | Miami Gardens                                                            | Argentina                                                                | 2 – 0                                                                    | Perù                                                                     | Coppa America 2024 - 1º turno                                            | -                                                                        | 68’ 77’                                                                  |
| 14-7-2024                                                                | Miami Gardens                                                            | Argentina                                                                | 1 – 0 dts                                                                | Colombia                                                                 | Coppa America 2024 - Finale                                              | -                                                                        | 90+7’                                                                    |
| 10-9-2024                                                                | Barranquilla                                                             | Colombia                                                                 | 2 – 1                                                                    | Argentina                                                                | Qual. Mondiali 2026                                                      | -                                                                        | 64’                                                                      |
| 10-10-2024                                                               | Maturín                                                                  | Venezuela                                                                | 1 – 1                                                                    | Argentina                                                                | Qual. Mondiali 2026                                                      | -                                                                        | 85’                                                                      |
| 15-10-2024                                                               | Buenos Aires                                                             | Argentina                                                                | 6 – 0                                                                    | Bolivia                                                                  | Qual. Mondiali 2026                                                      | -                                                                        | 66’                                                                      |
| 14-11-2024                                                               | Asunción                                                                 | Paraguay                                                                 | 2 – 1                                                                    | Argentina                                                                | Qual. Mondiali 2026                                                      | -                                                                        | 77’                                                                      |
| 19-11-2024                                                               | Buenos Aires                                                             | Argentina                                                                | 1 – 0                                                                    | Perù                                                                     | Qual. Mondiali 2026                                                      | -                                                                        | 90’                                                                      |
| 21-3-2025                                                                | Montevideo                                                               | Uruguay                                                                  | 0 – 1                                                                    | Argentina                                                                | Qual. Mondiali 2026                                                      | -                                                                        | 87’                                                                      |
| 25-3-2025                                                                | Buenos Aires                                                             | Argentina                                                                | 4 – 1                                                                    | Brasile                                                                  | Qual. Mondiali 2026                                                      | -                                                                        | 82’                                                                      |
| 10-6-2025                                                                | Buenos Aires                                                             | Argentina                                                                | 1 – 1                                                                    | Colombia                                                                 | Qual. Mondiali 2026                                                      | -                                                                        | 72’                                                                      |
| Totale                                                                   |                                                                          | Presenze                                                                 | 73                                                                       |                                                                          | Reti                                                                     | 5                                                                        |                                                                          |

## Palmarès

### Club
- Campionato francese: 3

Paris Saint-Germain: 2018-2019, 2019-2020, 2021-2022
- Coppa di Francia: 2

Paris Saint-Germain: 2019-2020, 2020-2021
- Supercoppa francese: 3

Paris Saint-Germain: 2019, 2020, 2022
- Coppa di Lega francese: 1

Paris Saint-Germain: 2019-2020

### Nazionale
- Coppa America: 2

Brasile 2021, Stati Uniti 2024
- Campionato mondiale: 1

Qatar 2022